# Beseda Heyduk
Beseda Heyduk byl divadelní soubor z Prahy, inspirovaný odkazem básníka Adolfa Heyduka. Byl založen 1. září roku 1923 na pražských Královských Vinohradech. Dlouholetým předsedou, režisérem a hercem byl Jaroslav Šperl.
Roku 1924 navštívila delegace Besedy Heyduk v Písku i vdovu po básníkovi Emílii Heydukovou, téhož roku přijatou za čestného člena spolku. V Heydukově domě v Písku dnes sídlí Památník Adolfa Heyduka, spadající pod Prácheňské muzeum. Členové besedy přispěli roku 1929 na zbudování Heydukova pomníku v Písku.    
Pozůstalost po panu Šperlovi, věnovaná činnosti besedy Heyduk, byla předána správě básníkova památníku jeho dcerou Hanou Hejnovou, rozenou Šperlovou.

## Galerie

Z dokumentů Besedy Heyduk
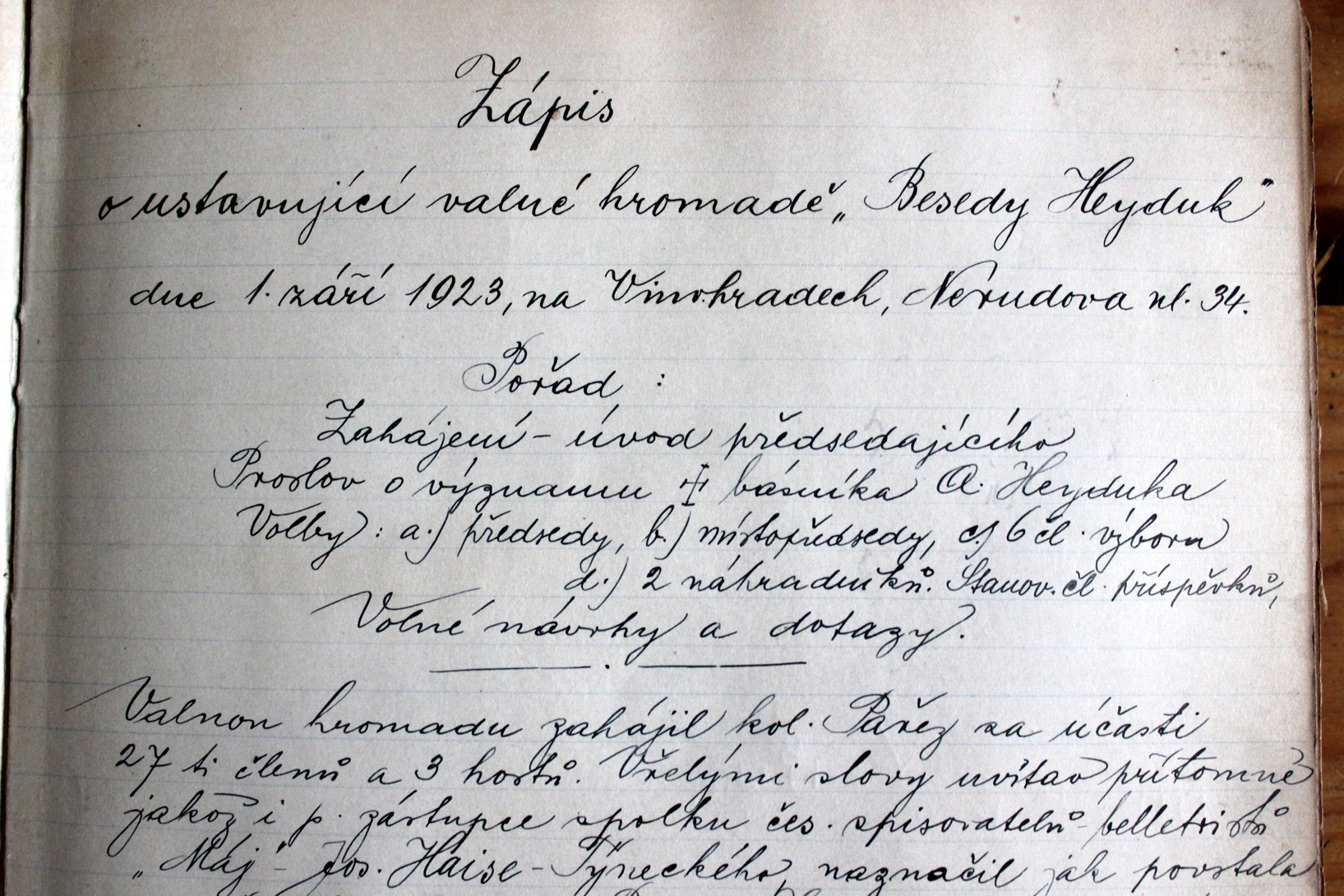
Dokument o ustavující schůzi
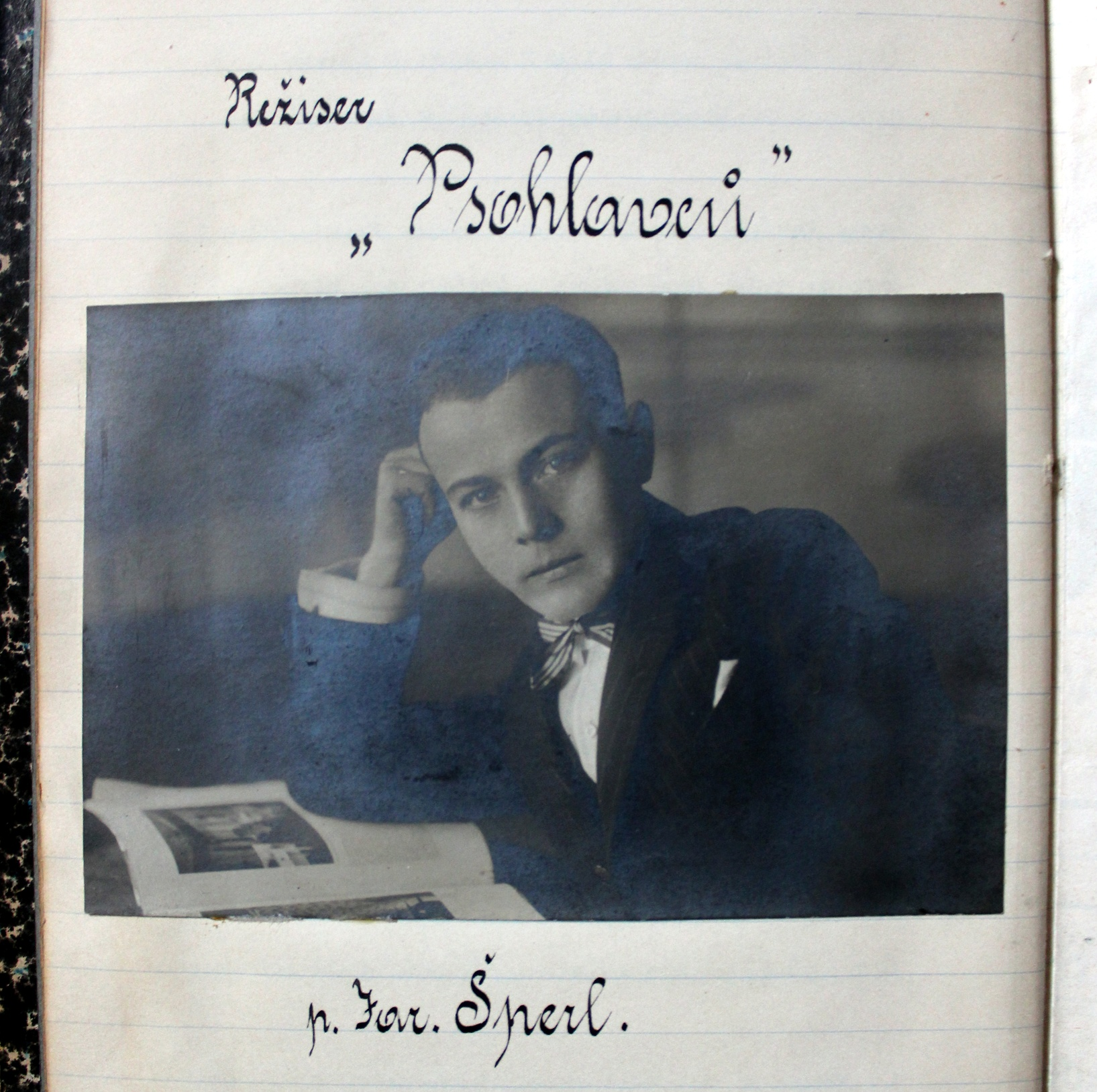
Režisér a předseda pan Jaroslav Šperl
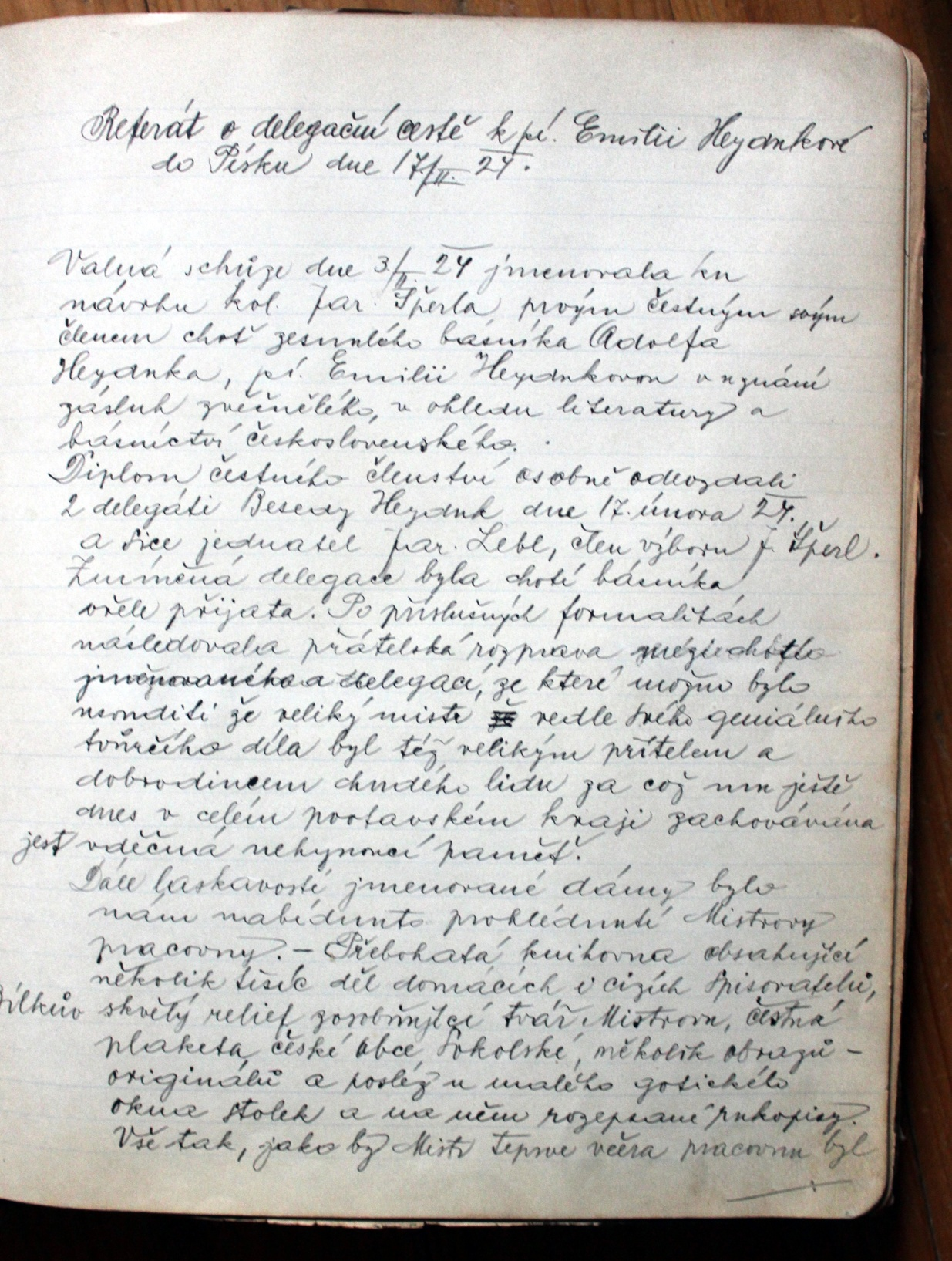
Zápis o cestě za vdovou po básníkovi
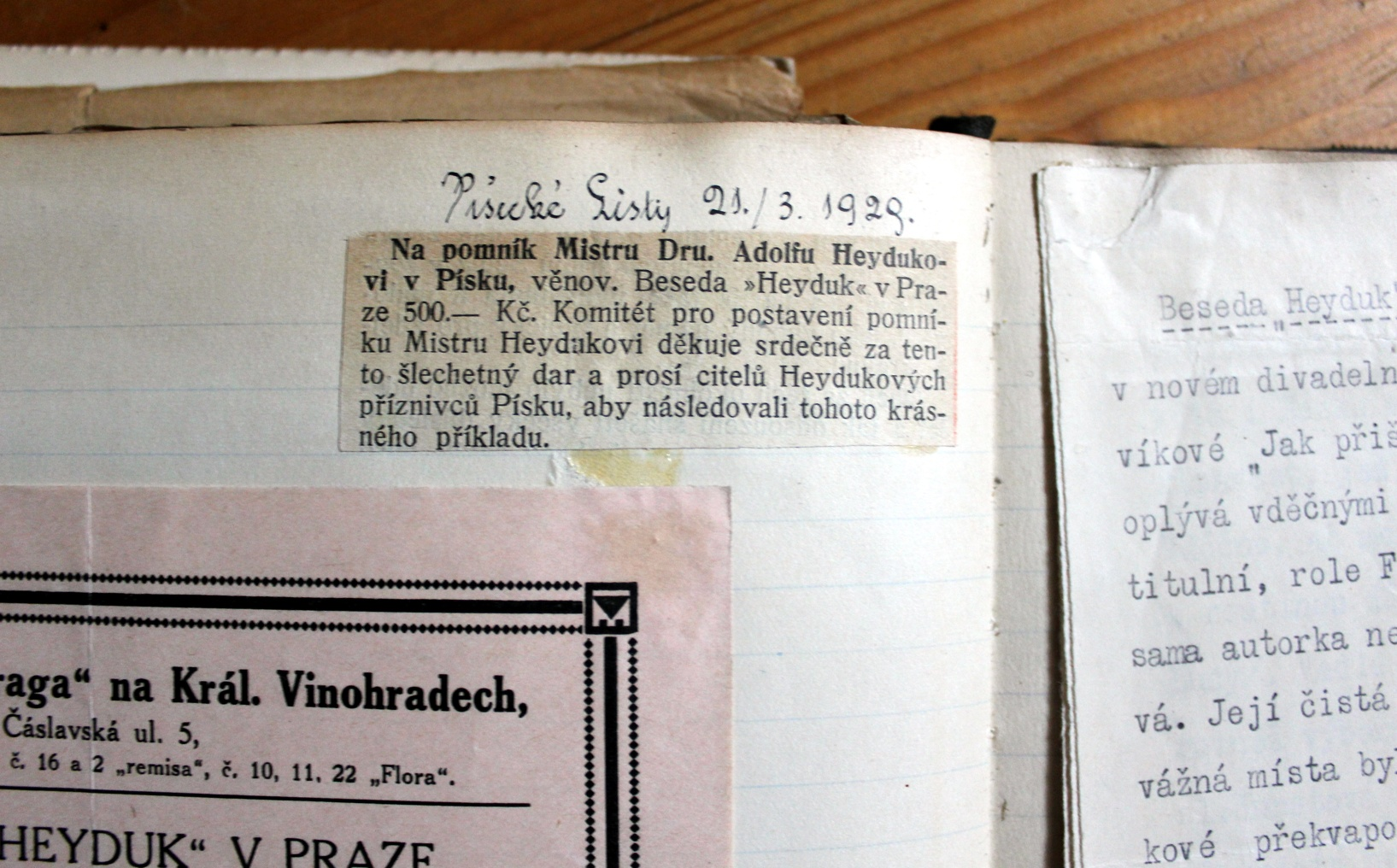
Z dobového tisku - o daru na pomník
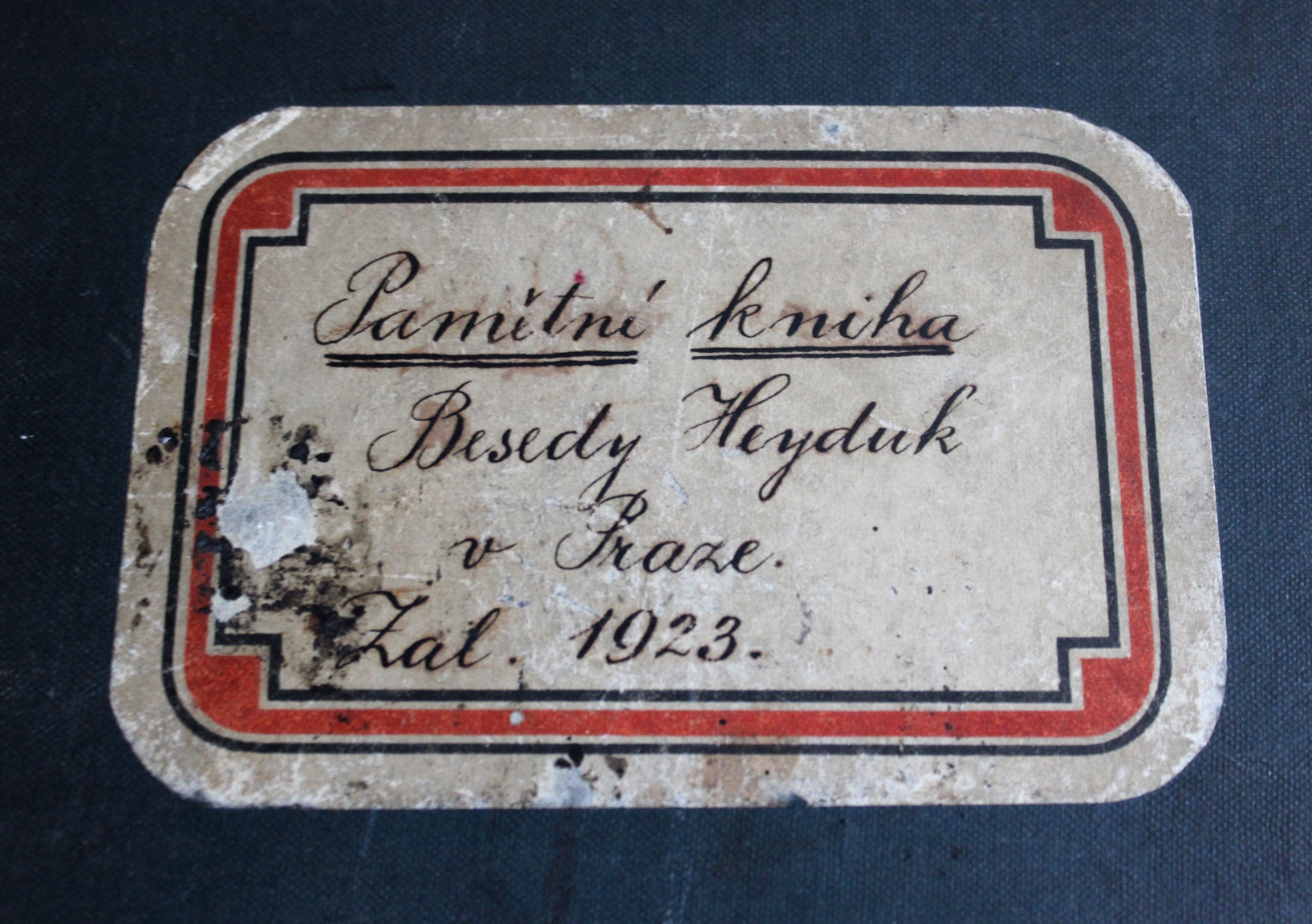
Pamětní kniha z roku 1923
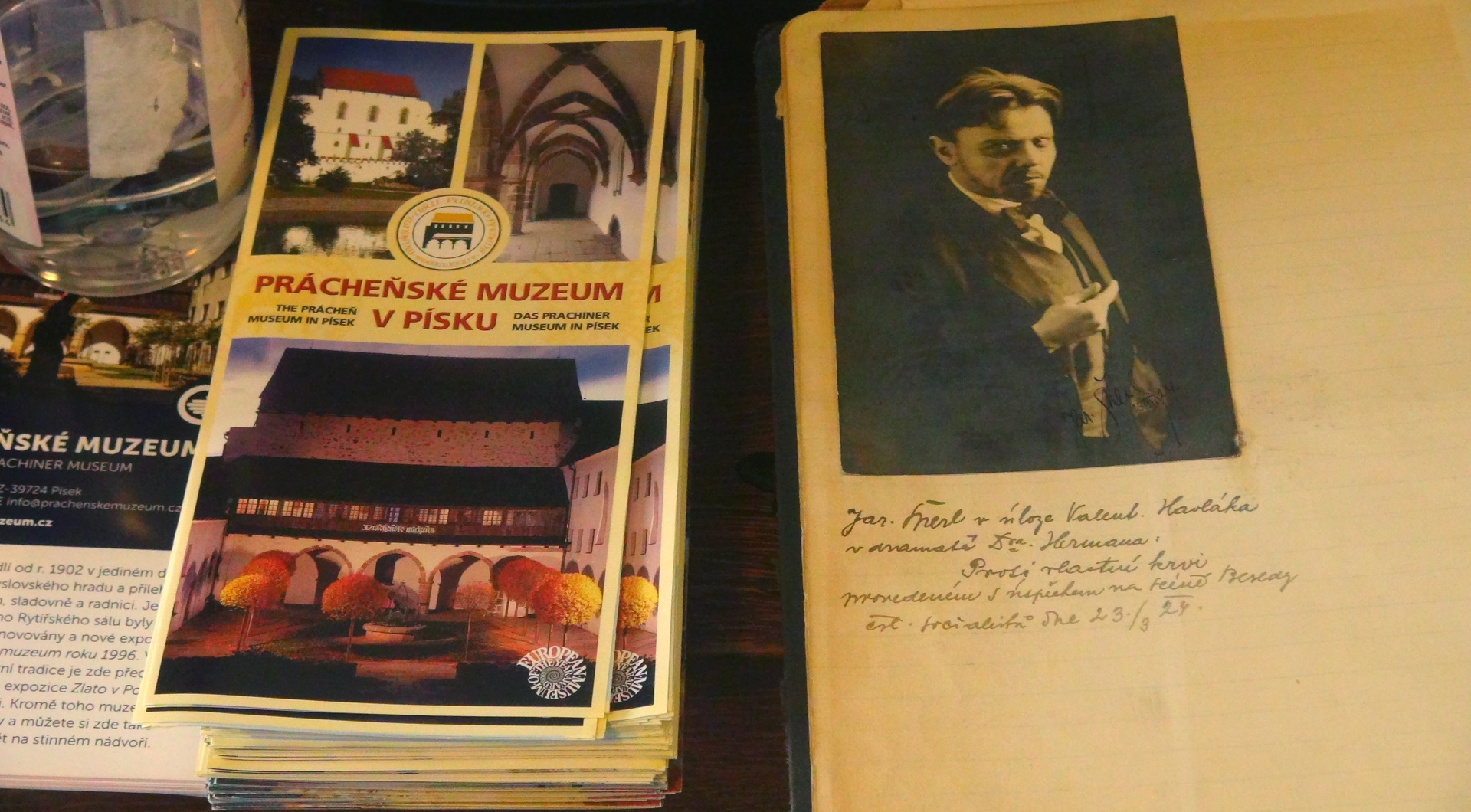
Kniha při předání Prácheňskému muzeu
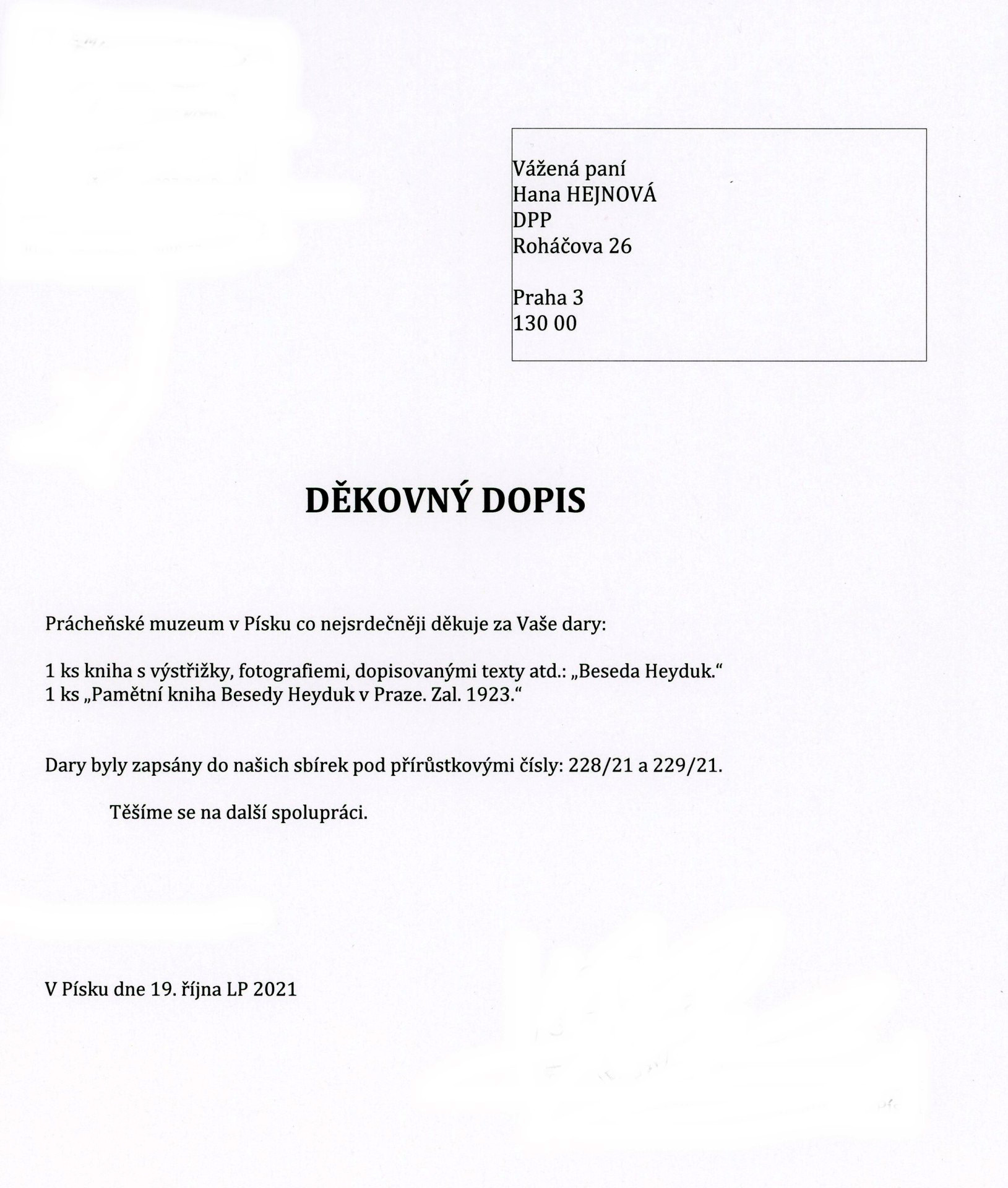
Poděkování dárci a katalogizace archiválií